# Distrito electoral de Deerfield (condado de Hayes, Nebraska)
Deerfield (en inglés: Deerfield Precinct) es un distrito electoral ubicado en el condado de Hayes en el estado estadounidense de Nebraska. En el Censo de 2010 tenía una población de 12 habitantes y una densidad poblacional de 0,13 personas por km².

## Geografía
Deerfield se encuentra ubicado en las coordenadas 40°39′15″N 101°16′45″O / 40.65417, -101.27917. Según la Oficina del Censo de los Estados Unidos, Deerfield tiene una superficie total de 93.01 km², de la cual 92.88 km² corresponden a tierra firme y (0.13%) 0.12 km² es agua.

## Demografía
Según el censo de 2010, había 12 personas residiendo en Deerfield. La densidad de población era de 0,13 hab./km². De los 12 habitantes, Deerfield estaba compuesto por el 100% blancos.